# 斯蒂文·休伊特
斯蒂文·休伊特（英語：Steven Hewitt；1993年12月5日—）是一位英格蘭足球運動員，在場上的位置是中場。他現在效力於伯恩利足球俱樂部。他出生在曼徹斯特，足球生涯開始於9歲，當時他加入的是布萊克本流浪足球俱樂部。2008年，他轉會伯恩利。

## 外部連結
- 足球数据库：斯蒂文·休伊特的球员统计数据